# Bannaventa

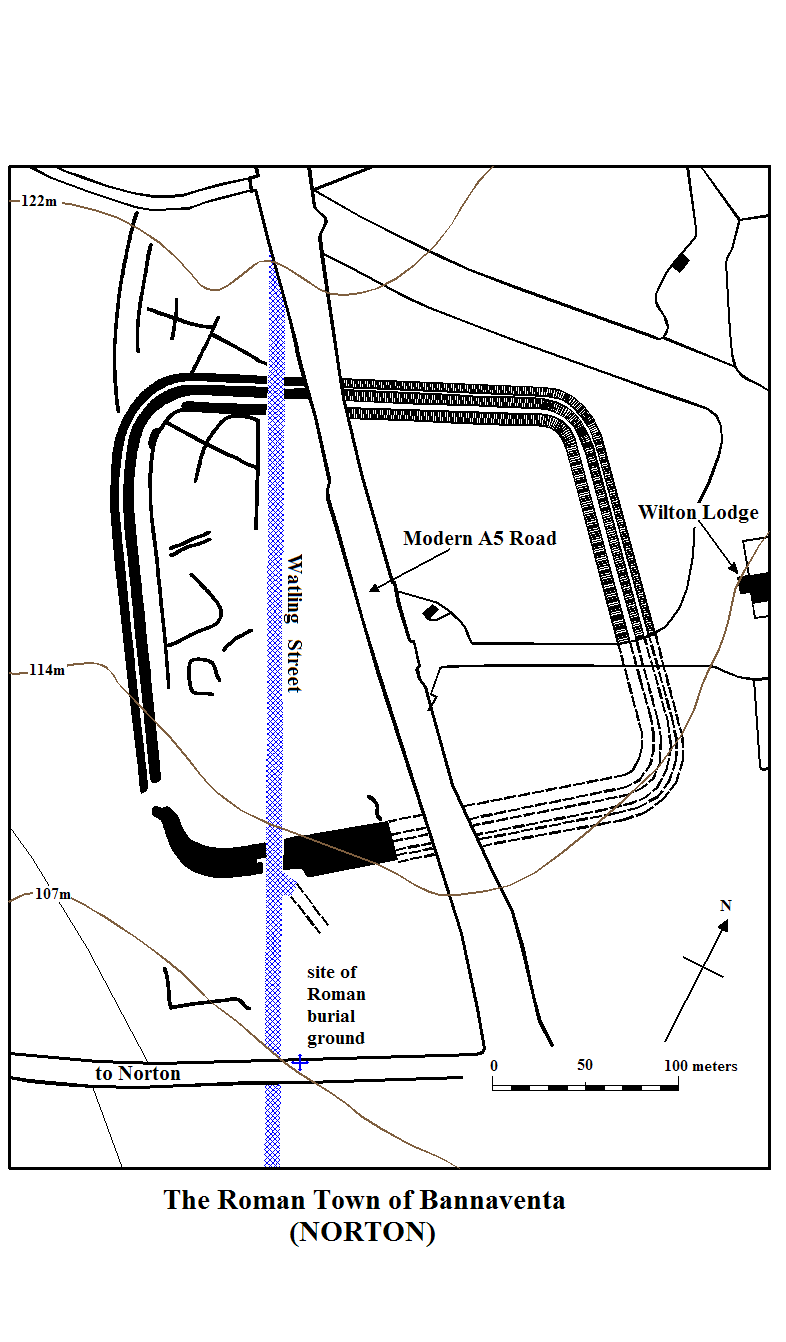
Plattegrond van Bannaventa

Bannaventa was een Romeinse nederzetting in de provincie Britannia. De overblijfselen van Bannaventa liggen iets ten noordoosten van het dorp Norton in het Engelse graafschap Northamptonshire, rond het landhuis Whilton Lodge aan de autoweg A5. Bannaventa was mogelijk de geboorteplaats van de heilige Patricius (Saint Patrick), de beschermheilige van Ierland. Patricius noemde zijn geboorteplaats als Bannavem Taberniae, wat een andere naam voor Bannaventa zou kunnen zijn.
Bannaventa werd genoemd in het Iter Britanniarum van keizer Antoninus Pius, dat het Romeinse wegenstelsel van Britannia beschreef. Hierin werd de plaats vermeld als Bannaventa, Bennauenta, Isannavantia en Bannavanto. De plaats lag aan de Romeinse weg Watling Street, die van de Engelse zuidoostkust naar Londinium en verder in noordwestelijke richting naar Wales liep. Bannaventa was een kleine fortplaats langs deze weg, tussen Lactodorum (nu Towcester) en Venone (nu High Cross in Leicestershire). Het was een rustplaats voor reizigers en bood een veilig heenkomen aan inwoners van het gebied rond Bannaventa.
De locatie van Bannaventa werd pas begin 18e eeuw met zekerheid geïdentificeerd door de vondst van overblijfselen van gebouwen, afvalputten, munten en aardewerk. Bij luchtfotografie in de jaren 1970s kwam de min of meer vierkantige vorm van Bannaventa naar voren. De ommuurde plaats omvatte een gebied van zo'n 5,5 hectare. Uit de luchtfoto's werd duidelijk dat Watling Street in noord-zuidelijke richting door de plaats liep.
Archeologisch onderzoek heeft aangetoond dat de plaats in de 1e eeuw n.Chr ontstond, toen een brede greppel en een eenvoudige muur van klei en plaggen werden aangelegd. De greppel werd begin 4e eeuw vervangen door een stenen muur. Bannaventa bleef bewoond tot de 4e eeuw n.Chr. In het grootste deel van Bannaventa hebben tot op heden nog geen archeologische opgravingen plaatsgevonden. Bannaventa ligt verborgen onder een veld en moet de meeste geheimen dus nog prijsgeven.